# Russell B. Long

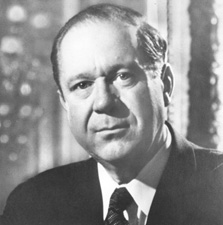
Russell B. Long

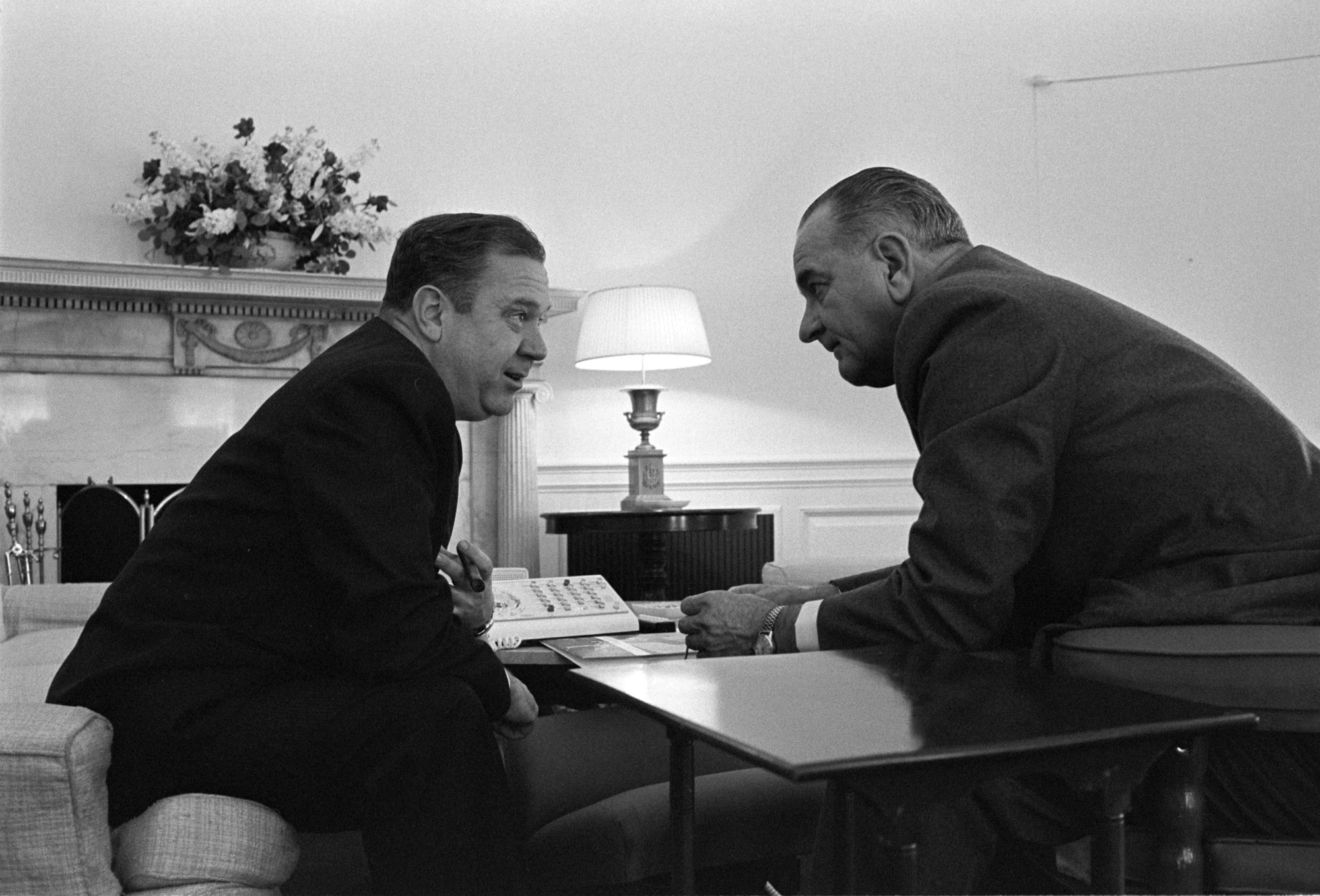
Senator Long (links) im Oval Office mit Präsident Johnson im Januar 1964

Russell Billiu Long (* 3. November 1918 in Shreveport, Caddo Parish, Louisiana; † 9. Mai 2003 in Washington, D.C.) war ein US-amerikanischer Politiker und zwischen 1948 und 1987 Senator für Louisiana im Kongress der Vereinigten Staaten. Er war ein Mitglied der Demokratischen Partei und ein Methodist.

## Werdegang
Russell Billiu Long, Sohn von Huey Pierce Long und Rose McConnell Long, Cousin von Gillis W. Long sowie Neffe von Earl und George S. Long, wurde am 3. November 1918 in Shreveport, Caddo Parish, Louisiana geboren. Er besuchte die öffentlichen Schulen in Shreveport, Baton Rouge sowie New Orleans, Louisiana. Danach graduierte er 1941 an der Louisiana State University at Baton Rouge und 1942 an deren Law School. Seine Zulassung als Anwalt bekam er im selben Jahr, begann aber erst 1946 in Baton Rouge, Louisiana zu praktizieren. Zuvor diente er während des Zweiten Weltkriegs von Juni 1942 bis zu seiner Entlassung im Dezember 1945 mit dem Dienstgrad eines Lieutenants in der United States Naval Reserve. 
Am 2. November 1948 wurde er als demokratischer Vertreter von Louisiana in den Bundessenat gewählt, um die freie Stelle zu besetzen, die durch den Tod von John H. Overton entstand. Dessen Amtszeit hätte noch bis zum 3. Januar 1951 gedauert. Long nahm seinen Sitz am 31. Dezember 1948 ein und wurde dann noch 1950, 1956, 1962, 1968, 1974 sowie 1980 wiedergewählt, so dass er vom 31. Dezember 1948 bis zum 3. Januar 1987 im Amt tätig war. Er beschloss 1986 nicht noch einmal für eine Wiederwahl zu kandidieren. Während dieser Zeit war er zwischen 1965 und 1969 demokratischer Fraktionsvorsitzender, Vorsitzender des Committee on Finance (vom 89. bis zum 96. US-Kongress), Vizevorsitzender des Joint Committee on Internal Revenue Taxation (88. US-Kongress), Vorsitzender des Joint Committee on Internal Revenue Taxation (vom 90. bis zum 94. US-Kongress) sowie des Joint Committee on Taxation (vom 95. bis zum 96. US-Kongress). Neben seinem politischen Amt praktizierte er in Washington, D.C. sowie in Baton Rouge, Louisiana als Anwalt. Ferner unterschrieb er 1956, wie fast alle Senatoren aus den Südstaaten das so genannte „Southern Manifesto“ das ein Gerichtsurteil im Sinne der Rassengleichberechtigung verurteilte. 
Zum Zeitpunkt seines Todes am 9. Mai 2003 residierte er in Washington. Er wurde auf dem Roselawn Memorial Park in Baton Rouge beigesetzt.